# Sfinks (miesięcznik)
Sfinks – polski miesięcznik literacko-artystyczny i naukowy. Założony i wydawany w Warszawie, przez Władysława Bukowińskiego ps. Selim, drukowany w Drukarni Naukowej, ukazywał się w latach 1908–1913. W ostatnim numerze miesięcznika (grudzień 1913) nadzór nad redakcją przejął Józef Kotarbiński. W latach 1914–1917 pismo zostało wznowione i wydawane przez Augusta Popławskiego z nieco zmienionym profilem.
Pismo to skupiało wielu wybitnych pisarzy, m.in. Elizę Orzeszkową, Stefana Żeromskiego i Tadeusza Micińskiego. Współredaktorką „Sfinksa” była żona redaktora naczelnego, Maria Bukowińska (zm. 1912).
W 1914 roku miesięcznik został odkupiony przez Augusta Popławskiego, który tego samego roku wznowił jego działalność z nową redakcją. Choć w pierwszym numerze zapowiedziano zmianę profilu czasopisma z literacko-artystycznego na społeczno-artystyczne, do końca roku periodyk utrzymał poprzedni profil. Treści polityczne zaczęły przeważać dopiero w następnym roku, gdy czasopismo uzyskało podtytuł „Miesięcznik Poświęcony Sprawom Społecznym, Literaturze i Sztuce”. Pismo wydawane przez Popławskiego ukazywało się do 1917 roku.